# Regeringen Johnson II
Regeringen Johnson II (engelska: The second Johnson ministry) var Storbritanniens regering och tillträdde den 16 december 2019. Regeringen leddes av premiärminister Boris Johnson från det Konservativa partiet.

## Ministrar
Fullvärdiga medlemmar av kabinettet sedan regeringsombildningen den 13 februari 2020:
| Titel                                                                             | Namn | Namn                 | Tillträdde        | Avgick                      | Parti        |
| --------------------------------------------------------------------------------- | ---- | -------------------- | ----------------- | --------------------------- | ------------ |
| Premiärminister Förste skattkammarlord Minister for offentlig förvaltning         |      | Boris Johnson        | 24 juli 2019      | innehar fortfarande ämbetet | Konservativa |
| Utrikesminister First Secretary                                                   |      | Dominic Raab         | 24 juli 2019      | 15 september 2021           | Konservativa |
| Utrikesminister Kvinno- och jämställdhetsminister                                 |      | Liz Truss            | 15 september 2021 | innehar fortfarande ämbetet | Konservativa |
| Finansminister Andre skattkammarlord                                              |      | Rishi Sunak          | 24 juli 2019      | 13 februari 2020            | Konservativa |
| Inrikesminister                                                                   |      | Priti Patel          | 24 juli 2019      | innehar fortfarande ämbetet | Konservativa |
| Minister med ansvar för bl.a. Brexit                                              |      | Michael Gove         | 24 juli 2019      | innehar fortfarande ämbetet | Konservativa |
| Försvarsminister                                                                  |      | Ben Wallace          | 24 juli 2019      | innehar fortfarande ämbetet | Konservativa |
| Justitieminister Lordkansler                                                      |      | Robert Buckland      | 24 juli 2019      | 14 september 2021           | Konservativa |
| Justitieminister Lordkansler                                                      |      | Dominic Raab         | 14 september 2021 | innehar fortfarande ämbetet | Konservativa |
| Utbildningsminister                                                               |      | Gavin Williamson     | 24 juli 2019      | innehar fortfarande ämbetet | Konservativa |
| Handelsminister President för Handelskollegiet, Kvinno- och jämställdhetsminister |      | Liz Truss            | 24 juli 2019      | innehar fortfarande ämbetet | Konservativa |
| Närings-, Energi- och Industriminister                                            |      | Alok Sharms          | 13 februari 2020  | innehar fortfarande ämbetet | Konservativa |
| Hälsominister                                                                     |      | Matt Hancock         | 24 juli 2019      | 26 juni 2021                | Konservativa |
| Hälsominister                                                                     |      | Sajid Javid          | 26 juni 2021      | innehar fortfarande ämbetet | Konservativa |
| Arbetsmarknads- och pensionsminister                                              |      | Thérèse Coffey       | 13 februari 2020  | innehar fortfarande ämbetet | Konservativa |
| Ledare i Överhuset Lordsigillbevarare                                             |      | Natalie Evans        | 24 juli 2019      | innehar fortfarande ämbetet | Konservativa |
| Transportminister                                                                 |      | Grant Shapps         | 24 juli 2019      | innehar fortfarande ämbetet | Konservativa |
| Bostads- och kommunminister                                                       |      | Robert Jenrick       | 24 juli 2019      | innehar fortfarande ämbetet | Konservativa |
| Minister för Skottland                                                            |      | Alister Jack         | 24 juli 2019      | innehar fortfarande ämbetet | Konservativa |
| Minister för Wales                                                                |      | Simon Hart           | 13 februari 2020  | innehar fortfarande ämbetet | Konservativa |
| Minister för Nordirland                                                           |      | Brandon Lewis        | 13 februari 2020  | innehar fortfarande ämbetet | Konservativa |
| Miljö-, livsmedels- och landsbygdsminister                                        |      | George Eustice       | 13 februari 2020  | innehar fortfarande ämbetet | Konservativa |
| Minister för internationell utveckling                                            |      | Anne-Marie Trevelyan | 13 februari 2020  | innehar fortfarande ämbetet | Konservativa |
| Minister för digitala frågor, kultur, media och idrott                            |      | Oliver Dowden        | 13 februari 2020  | innehar fortfarande ämbetet | Konservativa |
| Minister utan portfölj, partiordförande                                           |      | Amanda Milling       | 13 februari 2020  | innehar fortfarande ämbetet | Konservativa |

Nedanstående ministrar närvarar vid kabinettets sammanträden men anses inte vara fullvärdiga medlemmar.
| Titel                                | Namn | Namn             | Tillträdde       | Avgick                      | Parti        |
| ------------------------------------ | ---- | ---------------- | ---------------- | --------------------------- | ------------ |
| Ledare i Underhuset Lordpresident    |      | Jacob Rees-Mogg  | 24 juli 2019     | innehar fortfarande ämbetet | Konservativa |
| Chefssekreterare i finansministeriet |      | Stephen Barclay  | 13 februari 2020 | innehar fortfarande ämbetet | Konservativa |
| Attorney General                     |      | Suella Braverman | 13 februari 2020 | innehar fortfarande ämbetet | Konservativa |
| Chefsinpiskare i underhuset          |      | Mark Spencer     | 24 juli 2019     | innehar fortfarande ämbetet | Konservativa |